# Comapedrosa
El pic Alt de Comapedrosa (ortografiat tradicionalment Coma Pedrosa) és un cim dels Pirineus situat al nord-oest del principat d'Andorra, a la parròquia de la Massana, prop dels límits amb el Pallars Sobirà i el País de Foix. Amb 2.942 metres d'altitud, és la muntanya més elevada d'Andorra. El nucli de població més proper és Arinsal i la seva estació d'esquí.
La primera ascensió al Comapedrosa data del 22 de setembre de 1858 i els seus protagonistes foren els sis membres de la comissió hispanoandorrana que en aquella època delimitaven la frontera entre els dos països –una frontera que erròniament pensaven que passava pel Comapedrosa. El brigadier José Mellid de Bolaño, Antonio de Moner i José López, per part espanyola, i el síndic Francesc Duran, el subsíndic Joan Moles i un tal Josep Povida, per la part andorrana, foren els encarregats d'aquesta fita.
És un dels pics favorits dels escaladors; tot i que la seva ascensió tècnicament no és difícil, sí que és fatigosa. Al peu dels seus vessants hi trobem diversos estanys i estanyols, com ara l'estany Negre i els estanys de Baiau, ja dins el Pallars Sobirà, al terme municipal d'Alins.
Aquest cim està inclòs al llistat dels 100 cims de la FEEC.